# 托格腊克阿木巴尔
托格腊克阿木巴尔是一个位于中国新疆维吾尔自治区克孜勒苏州的湖泊，面积约为5.23平方千米，属于蒙新高原区。它的一级流域为内流区诸河，二级流域为塔里木内流区。